# 546
Năm 546 là một năm trong lịch Julius.